# Quilino
Quilino es una localidad del departamento Ischilín, provincia de Córdoba, Argentina; se encuentra al noroeste de la provincia de Córdoba. 
Por ruta Nacional N°60 dista a 150 km de Córdoba capital y 29 km de la ciudad de Deán Funes, cabecera departamental. No debe confundise con Villa Quilino, nombre de una localidad más pequeña ubicada 2 km al nordeste; Quilino o Estación Quilino es el nombre de una nueva localidad fundada a partir de la estación de ferrocarril.

## Acceso principal
Por la Ruta Nacional 60 (Argentina).

## Localidades cercanas
- Dean Funes, 28 km al sur
- San José de Las Salinas, 28 km al norte
- Lucio V. Mansilla, 53 km al norte
- Cruz del Eje, 104 km al oeste
- Jesús María, 98 km al sur

## Toponimia
Quilino en idioma sanavirón significa Pueblo de la Laguna. Era el pueblo precolombino existente.

## Historia
- 1574, Jerónimo Luis de Cabrera y su tropa toma esta región para su merced, repartiéndose las tierras y se dan en encomiendas.
- 1796, por orden del Gobernador de Córdoba Marqués de Sobremonte, se funda un pueblo de españoles e indígenas sobre el antiguo poblado de los Quilinones (pueblo originario de la región).
- 1879, su traza urbana original coincidía con el asentamiento originario del pueblo sanavirón. Cerca de la traza corría el "Camino Real al Alto Perú", hecho de fuerte trascendencia cultural y económica, permitiendo subsistir al pueblo
- 1877 se entregan los títulos originales de la Merced, a la comunidad de Quilino; se crea oficialmente Villa Quilino
- 1895, por decreto provincial, se crea otro futuro asentamiento de esta verdadera conurbación, la "Estación Quilino"
- 1897, se cumple lo ordenado y se mensuran y subdividen las tierras. Se instala una dependencia del Ferrocarril Central Argentino.
- junio de 1897 el Gobierno Provincial, por decreto dispone la expropiación de las tierras del pueblo originario de Quilino. Se ordena mensura y división de las tierras de Quilino para su ulterior venta. Se procedió al trazado de calles y de esta misma época data la creación del "Pueblo de Estación Quilino".
- 1995, Hasta al menos los años 1990 la estación ferroviaria de Quilino era célebre ya que allí se realizaba un espontáneo mercado de artesanías entre las que descollaban las cestas, sombreros, bolsos y muñecos realizados con paja de totora trenzada y tejida.

La forma de llegar a Quilino es saliendo desde la Estación terminal de ómnibus de Córdoba por Av Juan B. Justo, hacia el norte; luego de pasar Guiñazú se traslada por la RN 9 y, al cabo de unos 40 minutos se llega a la ciudad de Jesús María. Luego de 25 km se encuentra el empalme de las rutas RN 60 y RN 9. Se opta por la RN 60 y a 100 km exactamente está Quilino.

## Zonas turísticas rurales
- hacia el sur, La Florida (plantaciones de cítricos, y vides)
- La Barranca con las mejores vertientes de la zona.
- El Bañado
- Las Chacras
- Establecimiento San Roque (allí está la estancia de Gabriel Pozo)
- Las Corzuelas
- Los Socavones
- San Alejandro
- San Ramón
- Las Toscas
  - Monte de las Barrancas (reserva natural de vida silvestre cuyo  acceso se ubica aproximadamente 42 km al noroeste de Quilino, es lugar cuidado por la Agencia Córdoba Ambiente)
- Las Salinas
- Baños de Unquillo
- La Concepción
- Los Leones.

Esos parajes están ubicados al oeste de Quilino. Hacia el noreste están los parajes de:
- Los Cadillos
- Isla de San Antonio
- Almaraz del Valle
- El Zapallar
- La Viña
- El Salvador
- El Bordo.

Y para el norte propiamente dicho:
- El Tuscal
- San José de las Salinas (a pocos metros de ese pueblo están las minas de sal): allí se encuentran bandadas de flamencos rosados y casi toda la fauna similar a la Laguna Mar Chiquita.

A 28 km de allí está Lucio V. Mansilla al costado de las Salinas Grandes y más allá esta Totoralejos un pueblo fantasma (las casas han sido abandonadas después que se eliminó la obra del ferrocarril) con varios chalets abandonados. Y hace poco los ha comprado la Prelatura de Dean Funes de la Iglesia Católica.

## Parroquias de la Iglesia católica en Quilino
| Prelatura territorial | Deán Funes               |
| --------------------- | ------------------------ |
| Parroquia             | Nuestra Señora del Valle |

| Parroquia|| Nuestra Madre de la Merced
| Oratorio|| Divino Niño